# Спекотний принц
«Спекотний принц» (інша назва: «Нічна зміна») — радянський комедійний художній фільм 1928 року, знятий режисерами Володимиром Шмідтгофом-Лебедєвим і Олександром Богдановим на кіностудії «Ленсовкіно». Фільм не зберігся.

## Сюжет
На рейкопрокатний завод прибуває якийсь «Блокнотов», що видає себе за кореспондента газети. Але цікавиться він не виробництвом, а донькою інженера. Раїса обожнює голлівудські фільми і чекає «принца з Антильських островів». Блокнотов доглядає за нею по голлівудським стандартам. Ряд комічних ситуацій переплітається з темою виробничого конкурсу — змагання між змінами заводу. В кінці лже-журналіста викривають.

## У ролях
- Олександр Богданов — Блокнотов, «журналіст»
- Антоніна Єремєєва — Раїса, дочка Мазепова
- Варвара Мясникова — Наталка
- Тетяна Баришева — Авдотья
- Микола Кузнецов — епізод
- Віктор Яблонський — Полушубкін, старший другої зміни прокатного цеху
- Никандр Ніколаєв — інженер Мазепов, завідувач цехом
- Володимир Єфімов — Рубцов, старший зміни
- Олена Волинцева — епізод

## Знімальна група
- Режисери — Володимир Шмідтгоф-Лебедєв, Олександр Богданов
- Сценарист — Борис Ліпатов
- Оператор — Юрій Стіліанудіс
- Художник — Микола Суворов